# Zaragoza (Coahuila)
Zaragoza è un comune del Messico, situato nello stato di Coahuila.